# Йордан Радичков
Йордан Димитров Радичков е български писател, драматург и сценарист, представител на магическия реализъм.

## Биография
Роден е на 24 октомври 1929 г. в с. Калиманица, Монтанско. През 1947 г. завършва гимназия в Берковица.
Работи като кореспондент (1951) и редактор (1952–1954) във вестник „Народна младеж“, редактор във вестник „Вечерни новини“ (1954–1960) и в „Българска кинематография“ (1960–1962), редактор и член на редакционната колегия на вестник „Литературен фронт“ (1962–1969). От 1973 до 1986 г. е съветник в Съвета за развитие на духовните ценности на обществото в Държавния съвет на Народна република България. От 1986 до 1989 г. е заместник-председател на Съюза на българските писатели.
Радичков започва да публикува свои импресии, разкази и очерци от 1949 г. През 1959 г. издава първата си книга с разкази „Сърцето бие за хората“. През следващите години издава сборниците с разкази „Прости ръце“ (1961), „Обърнато небе“ (1962), „Планинско цвете“ (1964), „Шарена черга“ (1964). През 1965 г. излиза сборникът му с разкази „Свирепо настроение“, уникален с асоциативните си отклонения. Човекът на настоящето остава главно действащо лице и в следващите му сборници „Водолей“ (1967), „Козята брада“ (1967), „Плява и зърно“ (1972), „Как така“ (1974) и др.
През 1966 г. от печат излиза романът-пътепис „Неосветените дворове“. С него и с издадените през 1968 г. „Вятърът на спокойствието“ (новели) и „Ние, врабчетата“ (разкази) Радичков излиза от литературната традиция и налага свои правила и норми на творец от нов тип. По същото време написва сценариите за игрални филми „Горещо пладне“ (1966) и „Привързаният балон“ (1967). Пак по онова време създава и пиесата „Суматоха“ (1967). Радичков често продължава да развива наглед изчерпани сюжетни линии като прехвърля вече известни герои от разказ в разказ и от книга в книга. Този похват достига своето съвършенство в сборника „Барутен буквар“ (1969).
През 1970-те години публикува романите си „Всички и никой“ (1975) и „Прашка“ (1977). Тогава създава и драматургичните си творби „Януари“ (1974), „Лазарица“ (1979) и „Опит за летене“ (1979). Тези пиеси заедно със „Суматоха“ са играни в Австрия, Югославия, Германия, Гърция, Швейцария, Дания, Полша, Русия, Унгария, Финландия, Чехия, САЩ, Румъния и др.
През 1984 г. излиза от печат сборникът с разкази и новели „Верблюд“, а през 1988 г. романът „Ноев ковчег“. През последните години от живота си Радичков добавя нови щрихи в творчеството си: излизат сборниците с разкази „Хора и свраки“ (1990), „Малки жабешки истории“ (1994), „Мюре“ (1997), „Умиване лицето на Богородица“ (1997), „Автострадата“ (1999) и „Пупаво време“ (2000) – с особено заглавие, ироничен реверанс към миналото, когато в някои от диалектите „пупа“ е значело корем и типично по радичковски пренесена в съвременността, в нашето „пупаво време“. През 2003 г. излиза сборникът с интервюта на писателя „Скитащи думи“.
През 1972 г. е сценарист на новогодишната програма на националната телевизия. Той е известен привърженик на ФК „Славия“.
Умира в София на 22 януари 2004 г.

## Признание и награди
Йордан Радичков е писател, за когото правилата в художествената литература губят своята традиционна роля. Той е създаващ алтернативи творец, затова и интересът към неговото творчество е толкова голям. Произведенията му са преведени на 37 езика и са издадени в 50 страни по света. Номиниран е 2 пъти за Нобеловата награда за литература.
Радичков е удостоен с много отличия и награди, както в България, така и в чужбина. Удостоен е с престижната международна италианска награда „Гринцане кавур“ за белетристика (1984) и с Кралския шведски орден „Полярна звезда“ (1988). За книгата си „Малки жабешки истории“ е вписан в Почетния списък „Ханс Кристиан Андерсен“ на Международния съвет на детската книга през 1996 г.
Носител е на българските награди: голяма награда за литература „Добри Чинтулов“ (1980), награда „Аскеер“ (1996) за цялостен принос в развитието на театралното изкуство, национална литературна награда „Петко Славейков“ (1998), Голяма награда за литература на Софийския университет (2001).
През 2000 г. е удостоен с орден „Стара планина“ първа степен за цялостен принос в българската култура.
През 2003 г. е удостоен и с Държавната награда „Св. Паисий Хилендарски“.
На Йордан Радичков е наречена улица в квартал „Витоша“ в София (Карта). На писателя е наименуван Радичков връх на остров Ливингстън в Антарктика.

## Творчество

### Сборници с разкази
- „Сърцето бие за хората“ (1959)
- „Свирепо настроение“ (1965)
- „Водолей“ (1967)
- „Козята брада“ (1967)
- „Вятърът на спокойствието“ (1968)
- „Ние, врабчетата“ (1968)
- „Коженият пъпеш“ (1969)
- „Барутен буквар“ (1969)
- „Плява и зърно“ (1972)
- „Шест малки матрьошки и една голяма“ (1977)
- „Малка северна сага“ (1980)
- „Спомени за коне“ (1980)
- „Педя земя“ (1980)
- „Верблюд“ (1984)
- „Изпаднали от каруцата на бога“ (1984)
- „Скандинавците“ (1985)
- „Хора и свраки“ (1990)
- „Малки жабешки истории“ (1994)
- „Смокове в ливадите“ (1995)
- „Мюре“ (1997)
- „Умиване лицето на Богородица“ (1997)
- „Автострадата“ (1999)
- „Пупаво време“ (2000)

### Романи
- „Неосветените дворове“ (1966)
- „Всички и никой“ (1975)
- „Прашка“ (1977)
- „Ноев ковчег“ (1988)

### Пиеси
- „Суматоха“ (1967)
- „Януари“ (1975)
- „Лазарица“ (1979)
- „Опит за летене“ (1979)
- „Кошници“ (1982)
- „Образ и подобие“ (1986)
- „Добродушните смокове“ (1993, радиопиеса)
- „Млади хора“(1998)

## Филмография
- Горещо пладне (1965)
- Привързаният балон (1967)
- Хляб (1972)
- Последно лято (1974)
- Барутен буквар (1977)
- Всички и никой (1978)
- Веществено доказателство (1991)
- Вълкадин говори с Бога (1995)
- Козелът (2009)
- Януари (2021)